# شعب بوشمن

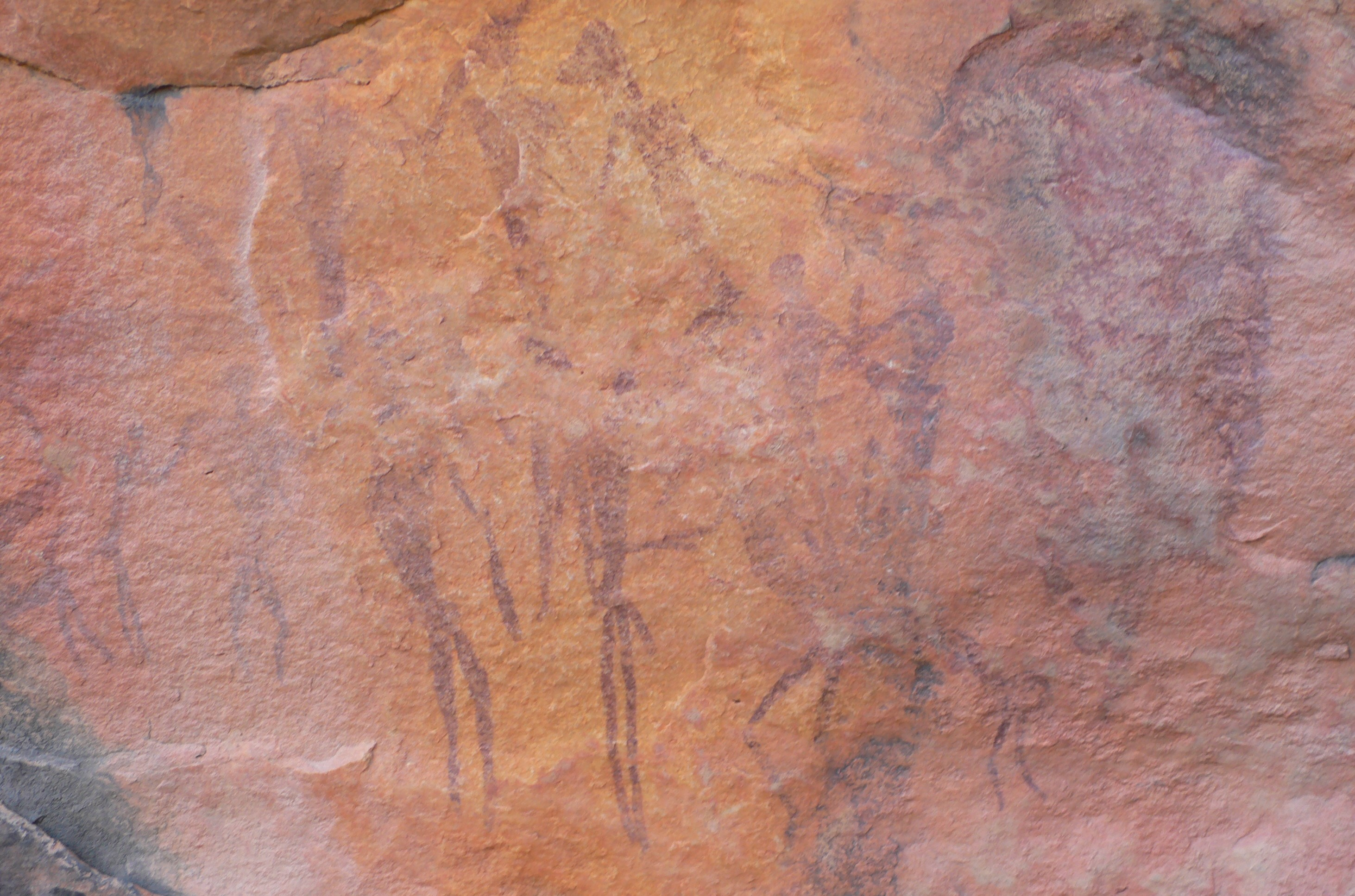
رسوم قديمه علي الصخور

شعب بوشمن مجموعة عرقية بدائية تعيش في صحراء كالهاري التي تتوزع بين بوتسوانا ونامبيا وجنوب أنغولا، وتتوزع قبائل البوشمن ما بين بوتسوانا وناميبيا. يبلغ عددهم الآن حوالي 82 ألف نسمة، وتشير الدلائل إلى أن مجموعات البوشمن عاشت في مناطق جنوب أفريقيا منذ حوالي 22 ألف عام مما يجعلهم من أقدم المجموعات العرقية، إن لم تكن الأقدم على الإطلاق في أفريقيا، ويختلف شعب بوشمان عن الزنوج ببشرتهم البنية المصفرة وقاماتهم القصيرة وجباههم البارزة وعيونهم الضيقة. حتى عام 1950 لم يكن العالم يعلم عنهم شيء حتى كتاب (لورانس فان در بوست) كتاب مملكة كالاهاري المفقودة.

## أسماء أخرى

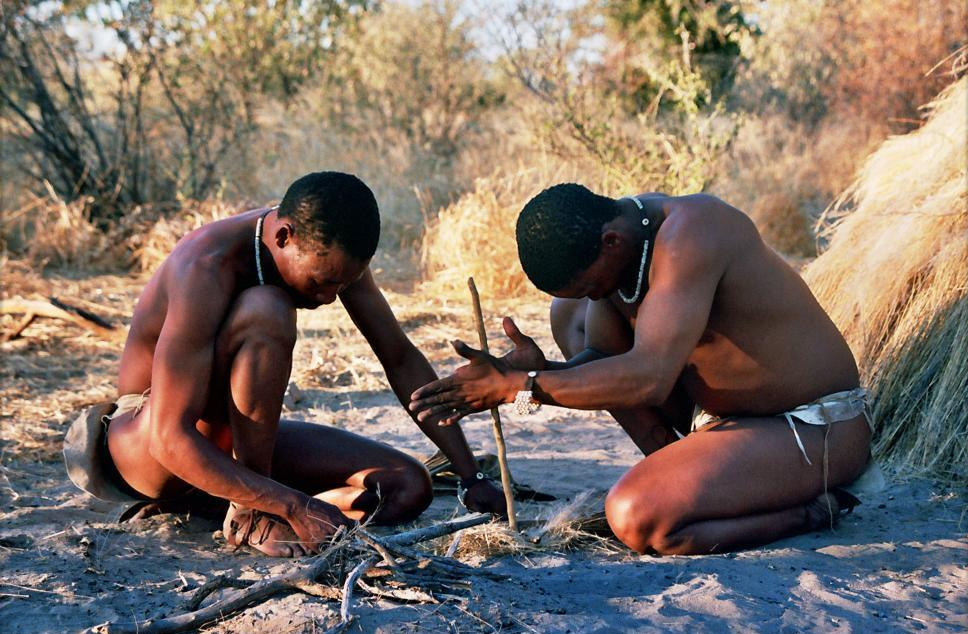
افراد من البوشمن يشعلون النار بالطريقه البدائية

ليس لديهم اسم جامع يسمون به أنفسهم في لغتهم، وإن كان البعض منهم يطلق على نفسه الساي البوشمن والتي تعني رجال الأحراش، ويسمون أحيانا بالـ (سان) أي الوافدون وهي التسمية التي أطلقتها عليهم قبائل الهونتوت أو ال خوي خوي ، ويسمون أيضا باسارو وتعتبر الكلمة مقبولة نسبيا لدى البوشمن بالرغم من أن البعض يعتبرها مهينة.

## الإخلاء
بدأت حكومة بوتسوانا منذ العام 1997م إعادة توطين أعداد كبيرة من البوشمن خارج محمية كالهاري الوسطى للحيوانات البرية (CKGR) بعيداً عن أرض أسلافهم. وقالت الحكومة إن إعادة التوطين هذه ضرورية لتوفير الخدمات التي لا يمكن توفيرها لهم في مناطقهم الأصلية. وفي عام 2002م، تمت إعادة توطين أعداد أخرى إلى خارج المحمية المذكورة تاركة أقل من 100 فقط من البوشمن في تلك المحمية. وسرعان ما بدأت حركة نزوح عكسية تدريجية إلى المناطق الأصلية في شكل مجموعات صغيرة، وهو أمر رأت الحكومة أنه لا يمكن استمراره، لأن الـ (CKGR) قد أُغلقت في عام 2005م وفي العام 2006 أصدرت المحكمة حكما بأن نقل البوشمن من محميتهم الأصلية غير قانوني لكن الحكم لم يلزم الحكومة البوتسوانية بشيء.

## المعتقدات الدينية
إلى حد ما يعتبر البوشمِن عبدة لأرواح الموتى، غير أنهم يؤمنون كذلك بوجود إله للخير قويّ خلق نفسه ثم خلق الأرض والماء والصحراء ويسمونه "هارا"، كما يؤمنون بوجود إله أصغر مسئول عن الشر والسحر الأسوَد، وتعتبر منطقة تسوديلو من أكثر المناطق قدسية عندهم.

## العادات

صياد من البوشمن يضع السم علي السهم لاصطياد الطرائد

البوشمن شعب بدائي يعيش على صيد الحيوانات وجمع الثمار، لا يزرع ولا يربي حيواناته، ويعيشون عرايا في مستعمرات متناثرة ويمتازون بمهارة الصيد بالحراب والسهام المسمومة والرماح والأفخاخ ويتناولون بيض النعام، ولهم فنونهم كالرسم والنقش لصور الحيوانات فوق جدران الكهوف والصخور وتتميز رسوماتهم بالدقة المتناهية والتناسق الهندسي الرائع والتعبير الرمزي المتقن، وقد كانوا يقيمون هذه الأعمال طوال تاريخهم، وكانت هذه الرسومات تصور حفلاتهم الطقوسية ورقصاتهم التقليدية.